# کریستیانو فلیسیو

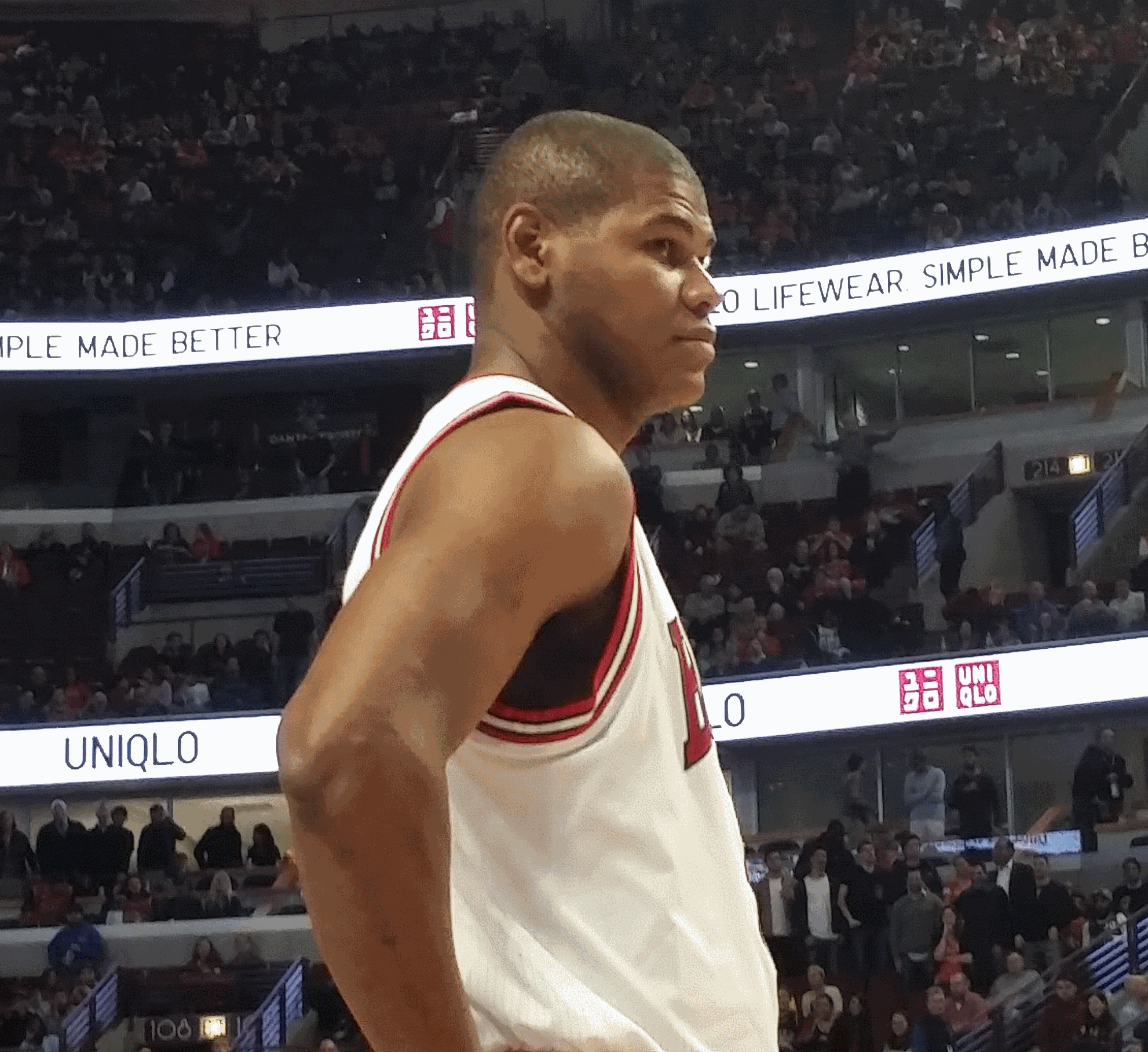
کریستیانو فلیسیو در سال ۲۰۱۶

کریستیانو فلیسیو (پرتغالی: Cristiano Felício؛ زادهٔ ۷ ژوئیهٔ ۱۹۹۲) یک بازیکن بسکتبال اهل برزیل است.
از باشگاه‌هایی که در آن بازی کرده‌است می‌توان به شیکاگو بولز اشاره کرد.